# 中太镇
中太镇，是中华人民共和国四川省绵阳市三台县下辖的一个乡镇级行政单位。位于三台县北部。以境内中太山得名。

## 沿革
1950年为中太乡，1958年为中太公社，1984年改为中太乡，1988年置镇，1992年长乐乡并入。产红麻、蓑草。有曲酒、机砖、铸造、缝纫等厂。

## 交通
绵盐、绵三公路过境。

## 行政区划
中太镇下辖以下地区：
中太场社区、长乐场社区、万寿村、七一村、宝合村、核桃街村、清凉村、禹王村、黄家桥村、北斗村、华光寺村、中太村、陈家庙村、鞍子村、凤凰山村、新桥村、周家寨村、芮家桥村、蔡家沟村、高楼山村、老鹰沟村、凤池村和猫儿沟村。